# ألف أوكونور
ألف أوكونور (بالإنجليزية: Alf O'Connor)‏ هو لاعب دوري الرغبي أسترالي، ولد في 1900، وتوفي في 1970.